# بانوی مهبود
بانوی مَهبود در شاهنامه عنوان همسر مهبود وزیر انوشیروان است، این بانو به صورت کدبانو معرفی شده‌است، غذای شاه را در سه کاسهٔ زرین می‌آراست و دو پسرش طبق غذا را به نزد پادشاه می‌بردند.

## بانوی مهبود در شاهنامه
زروان که پرده‌داری پیر در بارگاه کسری انوشیروان بود ولی به مهبود رشک می‌ورزید، او به یاری مردی جهود، با نیرنگ و افسون کاسهٔ شیر شاه را به زهر آلوده کرد و به شاه گزارش داد که بانوی مهبود به تحریک همسرش مهبود، با زهرآلود ساختن خوراک شاه قصد جان وی را کرده‌است. عاقبت پسران مهبود، با نوشیدن شیر زهرآگین جان باختند و شاه فرمان داد تا مهبود و همسرش را به خواری و ذلت کشتند. فردوسی توصیف این کدبانوی به ناروا جان داده را، در شاهنامهٔ خویش چنین می‌آغازد:
| دو فرزند مهبود هر بامداد    |  | خرامان شدندی بر شاه راد  |
| پس پردهٔ نامور کدخدای        |  | زنی بود پاکیزه و پاک رای |
| که چون شاه کسریٰ خورش خواستی |  | یکی خوان زرّین بیاراستی   |
| سه کاسه نهادی بر او از گهر  |  | به دستار زربفت پوشیده سر |
| ز دست دو فرزند آن ارجمند    |  | رسیدی به نزدیک شاه بلند  |